# DMF15HZ系エンジン
DMF15HZ系エンジンは、JRグループ・第三セクター鉄道などの気動車に広く搭載されているディーゼルエンジンの機種であり、小松製作所（コマツ）の「SA6D140H」モデルの日本国有鉄道（国鉄）式の呼称である。
元はコマツが開発した建設・産業機械用の高速エンジン「SA6D140」を鉄道車両用に横形（水平シリンダー）化し改設計したものであり、開発設計に関わるコストが抑えられている。同系列のDMF11系エンジン（コマツ「SA6D125H」エンジン）は建設機械用縦形エンジンを基に開発された兄弟機であるが、本機は鉄道用横形エンジンとしては約5年遅く1992年（平成4年）に登場している。
このエンジンはJR東日本、JR北海道においては国鉄時代のエンジン形式命名ルールに従って「ディーゼル、6気筒、排気量15リットル、水平シリンダー、過給器・アフタークーラー装備」から「DMF15HZ」の呼称とされているが、JR四国、JR九州、JR西日本および第3セクターなどではコマツの呼称「SA6D140H」そのままとしている。
なお、国鉄が開発した「DMF15系エンジン」は使用燃料、気筒数、排気量が同じであるため名称が重なる部分があるが、まったくの別物である。一方でDD200に採用されたFDML30Zエンジンは本エンジンを基本に縦型のV列12気筒に設計変更したものであり、関連性がある。

## 開発経緯
DMF11系エンジン（SA6D125H）はコマツとして初めての鉄道用エンジンであったが、その成功によりさらに大出力の450 PS級エンジンの開発要望があり（一般車1両あたり1エンジンで済むため）、兄弟エンジンの「SA6D140」エンジンの横形化が進められた。背景にはJR東日本のキハ110系気動車のエンジンが420 PSであり、コマツがこのクラスを有しておらず採用されなかったことにもあった。
1992年（平成4年）、JR北海道キハ150形気動車に初めて搭載された。その後、1994年（平成6年）にJR西日本にてキハ181系特急形気動車のエンジン更新を企図した試験に用いられたが、1台の試験のみに終わり採用されるに至らなかった。
1998年（平成10年）、JR東日本E26系客車に横形の物が用いられ、ラウンジカー（電源車）床下に発電用として搭載された。北斗星用のカニ24の発電エンジンDMF31の更新として1991年（平成3年）から縦形のDMF15Z-G (SA6D140）が搭載されており、その後継エンジンであった。
気動車用として本格的に採用が始まったのはJR西日本キハ187系気動車からであり、その後、出力に余裕があること及び環境保護対応としてコモンレール化されたこともあり、カミンズ製Nシリーズを採用したJR東海を除く各JRの主力エンジンになっていった。
排出ガスレベルは、2021年時点で最新のSA6D140HE-3の場合、 国際鉄道連合のUIC 2規制相当、および国土交通省の2次規制相当となっている。

## 諸元
- 直列6気筒4ストロークディーゼルエンジン
- 組み合わされる液体変速機は、主要なものを掲載

| メーカーによる呼称       | DMF15Z-G           | DMF15HZA-G         | SA6D140H-1         | SA6D140HE-2         | SA6D140HE-3         | N-KDMF15HZ         | DMF15HZ             | DMF15HZB-G          |                    |
| ------------------------ | ------------------ | ------------------ | ------------------ | ------------------- | ------------------- | ------------------ | ------------------- | ------------------- | ------------------ |
| 方式                     | 直噴式             | 直噴式             | 直噴式             | 直噴式 コモンレール | 直噴式 コモンレール | 直噴式             | 直噴式 コモンレール | 直噴式 コモンレール | 直噴式             |
| シリンダ配置             | 縦形直列           | 横形直列           | 横形直列           | 横形直列            | 横形直列            | 横形直列           | 横形直列            | 横形直列            | 横形直列           |
| シリンダ数               | 6                  | 6                  | 6                  | 6                   | 6                   | 6                  | 6                   | 6                   | 6                  |
| シリンダ径×行程 (mm)     | 140×165            | 140×165            | 140×165            | 140×165             | 140×165             | 140×165            | 140×165             | 140×165             | 140×165            |
| 過給方式                 | ターボチャージャー | ターボチャージャー | ターボチャージャー | ターボチャージャー  | ターボチャージャー  | ターボチャージャー | ターボチャージャー  | ターボチャージャー  | ターボチャージャー |
| インタークーラーの装備   | あり               | あり               | あり               | あり                | あり                | あり               | あり                | あり                | あり               |
| 排気量 (l)               | 15.2               | 15.2               | 15.2               | 15.2                | 15.2                | 15.2               | 15.2                | 15.2                | 15.2               |
| 連続定格出力 (ps/rpm)    | 430/1,800          | 520/1,800          | 450/2,100          | 450/2,000           | 450/1,800           | 450/2,100          | 450/2,000           | 450/2,000           | -                  |
| 組み合わされる液体変速機 | 発電機             | 発電機             | DW14               | DW21                | 発電機              | DW14               | DW22                | 発電機              | -                  |
| 全長 (mm)                |                    |                    |                    |                     |                     |                    |                     |                     |                    |
| 全幅 (mm)                |                    |                    |                    |                     |                     |                    |                     |                     |                    |
| 全高 (mm)                |                    |                    |                    |                     |                     |                    |                     |                     |                    |

## 主な搭載車種

### JRグループ
DMF15Z-G
- JR東日本カニ24北斗星寝台特急電源車

DMF15HZA-G
- JR東日本E26系カシオペア寝台特急電源車

SA6D140H-1
- JR西日本キハ187系気動車
- JR西日本キハ126系気動車
- JR西日本キヤ141系気動車

N-KDMF15HZ
- JR北海道キハ150系気動車

SA6D140HE-2
- JR西日本キハ122、127系気動車
- JR西日本キハ189系気動車
- JR四国1500形気動車
- JR四国N1500形気動車
- JR九州キハ183系気動車
- JR九州77系客車
- JR四国2600系気動車
- JR四国2700系気動車

SA6D140HE-3
- JR西日本35系客車
- JR西日本87系気動車
- JR西日本DEC700形気動車
- JR九州YC1系気動車

DMF15HZ
- JR東日本キハE120形気動車
- JR東日本キハE130形気動車

DMF15HZB-G
- JR東日本キヤE991形NEトレイン
- JR東日本キハE200形気動車
- JR東日本HB-E210系気動車
- JR東日本HB-E300系気動車
- JR東日本GV-E400系気動車

DMF15HZC-G
- JR東日本E655系電車

### 第三セクター鉄道
SA6D140H-1
- 土佐くろしお鉄道9640形気動車

SA6D140HE-2
- えちごトキめき鉄道ET122形気動車